# Дечо Бутев
Дечо Петров Бутев (Щокман) е участник в комунистическото партизанско движение по време на Втората световна война. Български партизанин и командир на Партизански отряд „Васил Левски“ (Пловдив).

## Биография
Дечо Бутев е роден на 26 юни 1911 година в с. Чехларе, Пловдивско. Учи в родното си село. Активен член на РМС. За политическа дейност е интерниран в Горна Джумая (Благоевград). Без присъда е затворен в Кюстендилския затвор след преврата на 19 май 1934 г. След като е освободен, работи по строежите в София.
Участва в партизанското движение по време на Втората световна война. Помощник на Цвятко Радойнов във Военната комисия към ЦК на БРП (к). Избягва ареста при провала и процеса срещу военната комисия. Пртизанин в Чехларската партизанска чета. Командир на най-значимото партизанско подразделение през 1942 г. Партизански отряд „Христо Ботев“ и през 1943 г. Партизански отряд „Васил Левски“ (Пловдив). Командва множество активни бойни акции.
Загива на 3 декември 1943 г. при сражение с армейски и полицейски подразделения в местността „Байра“ от землището на с. Васил Левски, Карловско, заедно с Васил Гънчев (Любчо) и Колю Котовски (Лозан).